# Bull Lea
Bull Lea, född 11 mars 1935, död 16 juni 1964, var ett engelskt fullblod, mest känd för att ha varit ledande avelshingst i Nordamerika (1947, 1948, 1949, 1952, 1953) och ledande avelsmorfader i Nordamerika (1958, 1959, 1960, 1961). 
Han är även ansvarig för att ha gjort Calumet Farm till ett av de mest framgångsrika stuterierna i amerikansk historia. I en artikel om Calumet Farm skrev International Museum of the Horse i Lexington, Kentucky att Bull Lea var "en av de största hingstarna i fullblodsuppfödningens historia."

## Bakgrund
Bull Lea var en brun hingst efter Bull Dog och under Rose Leaves (efter Ballot). Bull Lea föddes upp av Coldstream Farm och ägdes av Calumet Farm. Han tränades under tävlingskarriären av Frank J. Kearns.
Bull Lea tävlade mellan 1937 och 1939, och sprang totalt in 94 825 dollar på 27 starter, varav 10 segrar, 7 andraplatser och 3 tredjeplatser. Han tog karriärens största segrar i Blue Grass Stakes (1938), Kenner Stakes (1938) och Widener Handicap (1939).

## Karriär
Som tvååring gjorde Bull Lea nio starter och tog två segrar, två andraplatser och två tredjeplatser. Säsongens höjdpunkter var hans andraplatser i både Hopeful Stakes och Champagne Stakes 1937, två viktiga löp för hans åldersgrupp.
Som treåring noterade Bull Lea sju segrar på sexton starter. Han satte ett nytt banrekord på Keeneland Race Course över nio furlongs då han segrade i Blue Grass Stakes 1938. Han startade i 1938 års upplaga av Kentucky Derby som andrahandsfavorit, där han sluta åtta. Han slutade även sexa i Preakness Stakes.
Som fyraåring tog han en av sina största segrar i Widener Handicap. Han kom dock att bli mest ihågkommen för sina prestationer utanför tävlingsbanorna.

### Som avelshingst
Bull Lea stallades upp som avelshingst på Calumet Farm i Lexington, Kentucky 1940. Han blev mycket framgångsrik och blev ledande avelshingst i Nordamerika 1947, 1948, 1949, 1952 och 1953. Han blev även ledande avelmorfader från 1958 till 1961. Han blev också den första avelshingsten i amerikansk fullblodshistoria som fick avkommor med mer än 1 miljon dollar insprunget under en enda säsong.
Bull Lea fick 58 stakesvinnare, varav sju är valdes in i Hall of Fame.
Bull Lea dog den 16 juni 1964 på Calumet Farm och ligger begravd där med en staty med utsikt över hans grav.